# 스타일러스 (컴퓨팅)

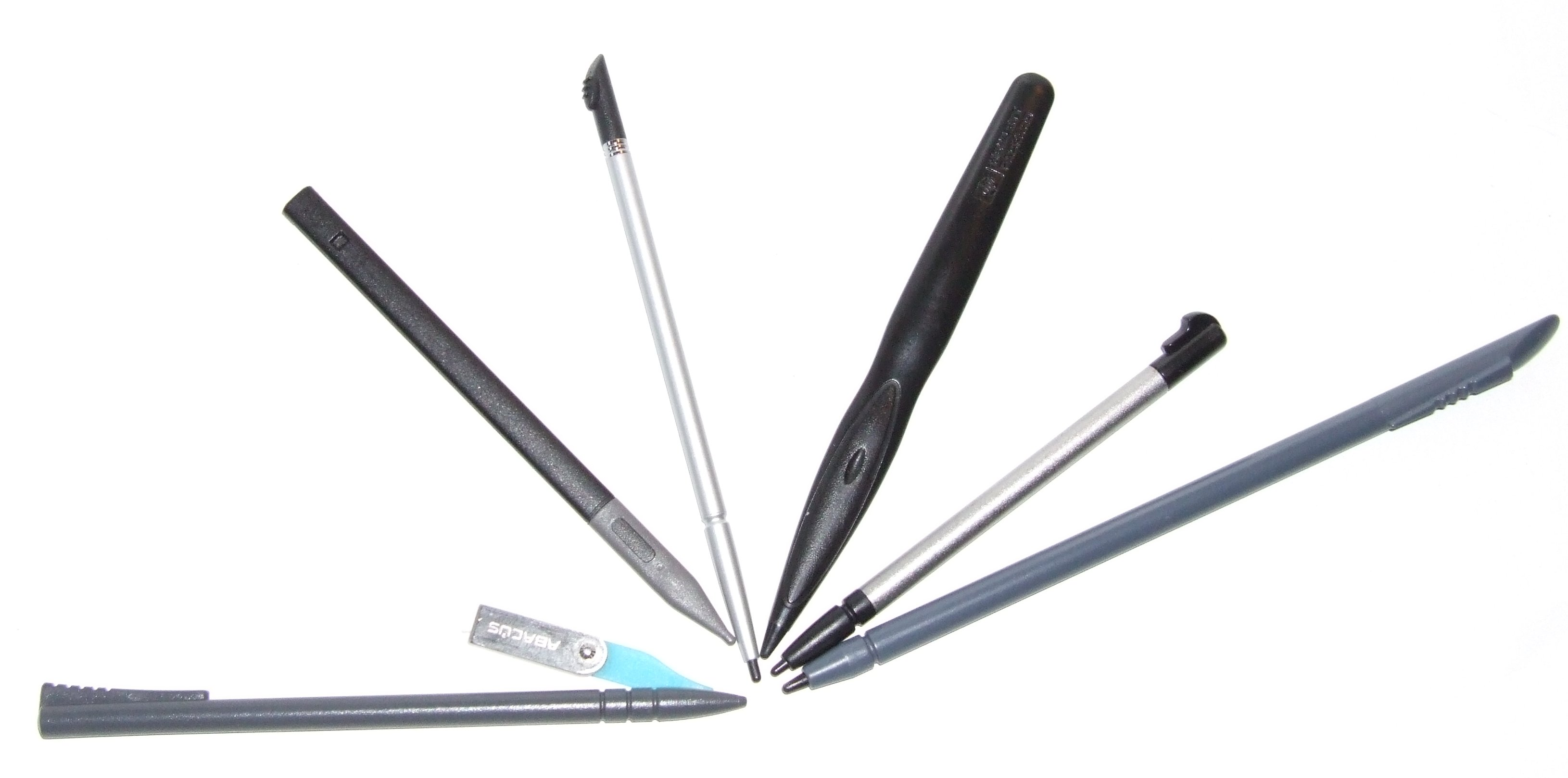
각종각양의 스타일러스

컴퓨팅에서 스타일러스(stylus) 또는 스타일러스 펜는 컴퓨터 모니터에서 팁 위치를 감지할 수 있는 작은 펜 모양의 도구이다. 탭하여 그리거나 선택하는 데 사용된다. 최신 컴퓨터, 모바일 장치(스마트폰 및 PDA), 게임 콘솔, 그래픽 태블릿과 같은 터치스크린이 있는 장치는 일반적으로 손가락 끝으로 작동할 수 있지만 스타일러스는 더 정확하고 제어 가능한 입력을 제공한다. 스타일러스는 포인팅 장치로서 마우스나 터치패드와 동일한 기능을 가지고 있다. 그 사용을 일반적으로 펜 컴퓨팅이라고 한다.

## 같이 보기
- 애플 펜슬
- 디지털 펜
- 필기 인식
- 라이트 펜
- 펜 컴퓨팅
- 서피스 펜